# Fatezj
Fatezj (Russisch: Фатеж) is een stad in de Russische oblast Koersk en het bestuurlijk centrum van het gelijknamige gemeentelijke district Fatezjski. De stad ligt aan de instroom van het stroompje Fatezj in de rivier de Oesozja (zijrivier van de Svapa), aan de autoweg M-2 "Krim" (E105), op 45 tot 48 kilometer ten noordwesten van Koersk.

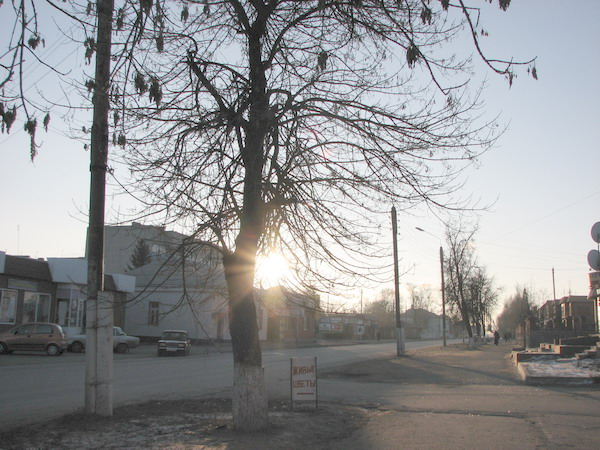
Een straat in Fatezj

## Geschiedenis
Fatezj is als plaats ("selo") gesticht in de 17e eeuw en werd op 23 mei 1779 per decreet van de oblast Koersk aangewezen als hoofdstad van het district (oejezd) Fatezjski. Tot het eind van de 19e eeuw was Fatezj een agragische en handels-gemeenschap. Rond 1800 werd in Fatezj gehandeld in hennep, graan, honing, spek en was. In de 20e eeuw is in Fatezj de verwerking van landbouwproducten enigszins geïndustrialiseerd.
| 1897  | 1926  | 1939  | 1959  | 1970  | 1979  | 1989  | 2002  |
| ----- | ----- | ----- | ----- | ----- | ----- | ----- | ----- |
| 4.959 | 2.700 | 3.400 | 3.300 | 4.800 | 4.600 | 5.712 | 5.710 |

## Geboren
- Georgi Vasiljevitsj Sviridov (1915-1998), Russisch componist